# بانینگ (کالیفرنیا)
بانینگ (به انگلیسی: Banning) شهری در شهرستان ریورساید، کالیفرنیا ایالت کالیفرنیا است که در سرشماری سال ۲۰۱۰ میلادی، ۲۹۶۰۳ نفر جمعیت داشته است.